# Espeusip
Espeusip (grec antic: Σπεύσιππος, llatí: Speusippus; entre els anys 393 aC i 339 aC) va ser un filòsof grec deixeble de Plató, nadiu d'Atenes i fill d'Eurimedó i Potona, la germana de Plató.
Va néixer i va morir a Atenes. No se'n sap res de la seva vida fins que va entrar a l'Acadèmia platònica l'any 387 aC i va acompanyar al seu oncle Plató en el tercer viatge que aquest va fer a la cort de Siracusa durant l'any 361 aC. Allí va desenvolupar força habilitat i prudència especialment en les relacions amb Dió de Siracusa. La seva vàlua moral va ser reconeguda fins i tot per Timó de Fliunt, que criticava tots els filòsofs contemporanis seus i més antics. A la mort de Plató, ocorreguda l'any 347 aC, el va succeir com a escolarca de l'Acadèmia fins que, greument malalt, es va provocar la seva pròpia mort. Va ser succeït per Xenòcrates de Calcedònia, imposat pel mateix Espeusip, en detriment de la candidatura d'Heraclides Pòntic.
La seva filosofia ens és poc coneguda, ja que, de manera directa, només han arribat uns pocs fragments de les seves obres. Però la coneixem, de manera indirecta, a través de la crítica que li fa Aristòtil en la seva obra Metafísica. Espeusip hauria continuat la polèmica que Plató va tenir amb Aristip de Cirene, discutint les seves opinions hedonístiques, i hauria desenvolupat diverses teories sobre legislació, justícia i vida ciutadana.
Segons sembla Espeusip també va criticar la teoria de les idees del seu mestre, a les que va proposar substituir pels nombres, entesos com a entitats separades de l'experiència. D'aquesta manera, continuava sustentant una tesi bàsica del platonisme: l'existència d'essències separades, fora del món sensible, i aquest mateix món sensible. Segons ell, els nombres posseeixen dos principis: allò U i allò múltiple, que és el principi de la divisió material. S'ha assenyalat la influència d'aquesta tesi en la formulació del posterior neoplatonisme. La seva concepció ètica era contrària a l'hedonisme que defensava Èudox de Cnidos al si mateix de l'Acadèmia. En general es considera que va desenvolupar les idees de justícia i ciutadania i els principis fonamental de legislació.
Segons Diògenes Laerci, l'únic que ha conservat alguna notícia dels seus escrits, mencionant-ne els títols, entre les seves obres destacaven: Sobre la riquesa, Sobre el plaer, Sobre la justícia, Sobre l'ànima i Sobre els Déus. D'alguns dels títols que menciona Diògenes Laerci se'n pot deduir el contingut, però d'altres no. El mencionen també breument Ateneu i Tertul·lià.